# Dorfkirche Grabow (Kümmernitztal)

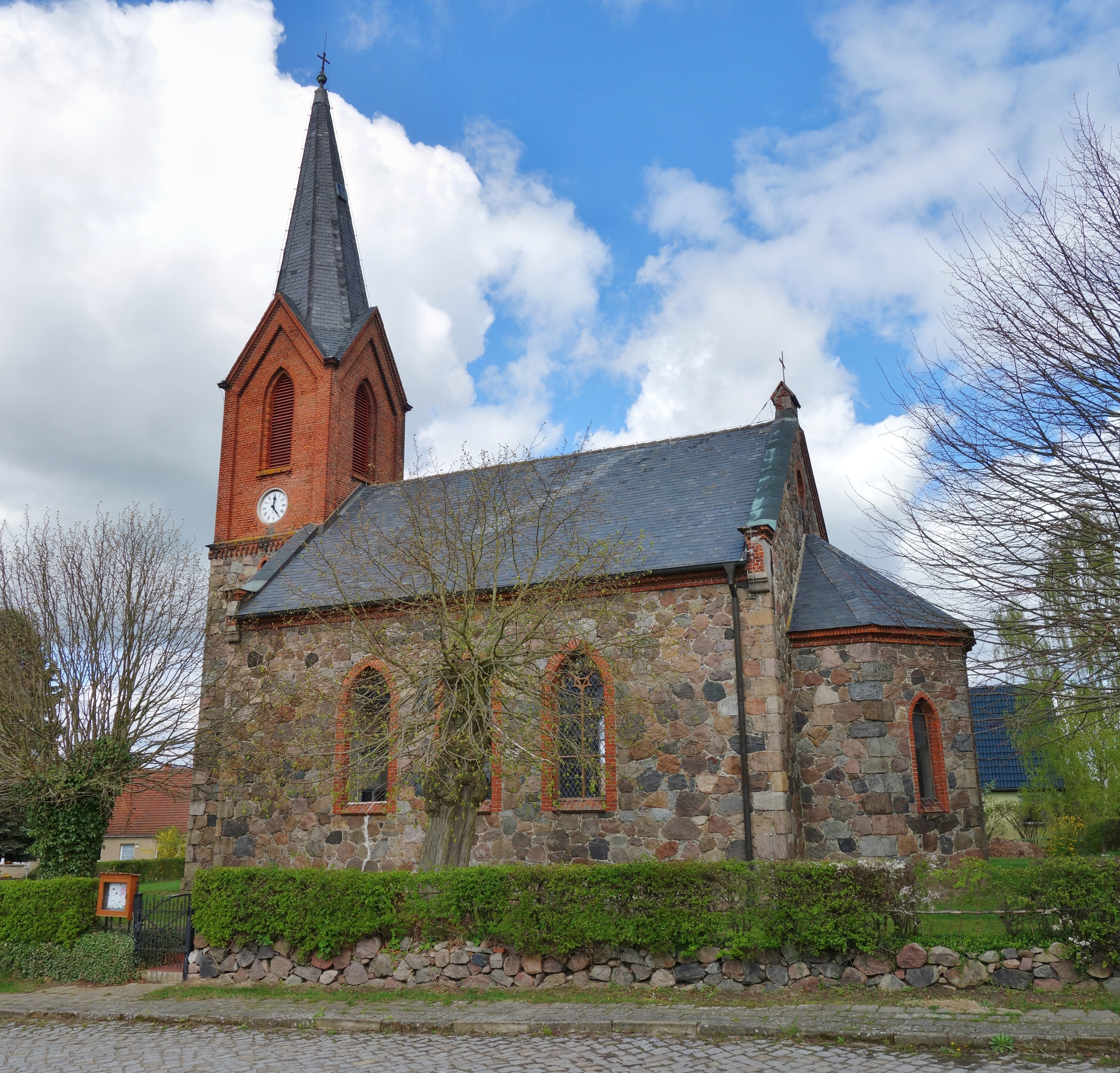
Dorfkirche Grabow (Kümmernitztal)

Die evangelische, denkmalgeschützte Dorfkirche Grabow (Kümmernitztal) steht in Grabow, einem Ortsteil der Gemeinde Kümmernitztal im Landkreis Prignitz in Brandenburg. Die Kirche gehört zum Kirchenkreis Prignitz der Evangelischen Kirche Berlin-Brandenburg-schlesische Oberlausitz.

## Beschreibung
Die neugotische Saalkirche wurde 1866/67 erbaut. Sie besteht aus einem Langhaus und einem eingezogenen, dreiseitig geschlossenen Chor im Osten, beide aus Feldsteinen. Die unteren Geschosse des Kirchturms im Westen bestehen aus Feldsteinen. Darauf sitzt ein Geschoss aus Backsteinen, das die Turmuhr und den Glockenstuhl beherbergt. Bedeckt ist der Kirchturm mit einem achtseitigen Knickhelm. Die Gewände der Fenster und des Portals sind aus Backsteinen.
Die Orgel mit sieben Registern, verteilt auf ein Manual und Pedal, wurde 1868 von Friedrich Hermann Lütkemüller gebaut.